# Il pilota automobilistico più forte
Il Goat 
LATIFI